# United Shipbuilding Corporation
United Shipbuilding Corporation, en russe : Объединённая судострои́тельная корпора́ция (ОСК), est une entreprise russe publique spécialisée dans la construction navale tant civile que militaire. Elle est détenue à 100 % par l'État russe. Ses principaux centres d'activité sont situés notamment à Saint-Pétersbourg, où est situé son siège social, à Severodvinsk, à Vladivostok et également à Helsinki. Elle est créée en 2007 par la fusion de plusieurs chantiers navals, elle compte environ 80 000 employés.
1. 1 2 3 4  « Консолидированная финансовая отчетность АО «ОСК» по международным стандартам за 2017 год », United Shipbuilding Corporation (consulté le 24 octobre 2018)
2. ↑  « Рейтинг крупнейших компаний России по объему реализации продукции », Expert RA (en) (consulté le 28 octobre 2018)